# Grecia ai Giochi della III Olimpiade
La Grecia partecipò ai Giochi della III Olimpiade che si sono svolti a Saint Louis dal 1º luglio al 23 novembre 1904, con una delegazione di 14 atleti impegnati in tre discipline.

## Medaglie
| Medaglia | Nome                | Sport             | Evento                    |
| -------- | ------------------- | ----------------- | ------------------------- |
| Oro      | Nikolaos Georgantas | Atletica leggera  | Lancio del disco          |
| Bronzo   | Periklīs Kakousīs   | Sollevamento pesi | Sollevamento con due mani |

## Risultati

### Atletica leggera
| Evento           | Pos. | Atleta               | Finale         |
| ---------------- | ---- | -------------------- | -------------- |
|                  |      |                      |                |
| Maratona         | 5°   | Dimitrios Veloulis   | Sconosciuto    |
| Maratona         | 10°  | Christos Zechouritis | Sconosciuto    |
| Maratona         | 14°  | Andrew Oikonomou     | Sconosciuto    |
| Maratona         | —    | Georgios Drosos      | Non completato |
| Maratona         | —    | Charilaos Giannakas  | Non completato |
| Maratona         | —    | Ioannis Loungitsas   | Non completato |
| Maratona         | —    | Georgios Louridas    | Non completato |
| Maratona         | —    | Petros Pipilis       | Non completato |
| Maratona         | —    | Georgios Vamkaitis   | Non completato |
|                  |      |                      |                |
| Getto del peso   | —    | Nikolaos Georgantas  | Squalificato   |
|                  |      |                      |                |
| Lancio del disco | 3°   | Nikolaos Georgantas  | 37,68 metri    |
|                  |      |                      |                |

### Sollevamento pesi
| Evento                  | Pos. | Sollevatore       | Punti  |
| ----------------------- | ---- | ----------------- | ------ |
|                         |      |                   |        |
| Sollevamento a due mani | 1°   | Periklīs Kakousīs | 111,70 |
|                         |      |                   |        |

### Tiro alla fune
| Evento          | Pos. | Giocatore    | Quarti                         | Semifinali | Finale    | Semifinale medaglia d'argento | Finale medaglia d'argento |
| --------------- | ---- | ------------ | ------------------------------ | ---------- | --------- | ----------------------------- | ------------------------- |
|                 |      |              |                                |            |           |                               |                           |
| Torneo maschile | 5°   | Pan-Hellenic | Sconfitta contro SW Turnverein | Eliminati  | Eliminati | Eliminati                     | Eliminati                 |
|                 |      |              |                                |            |           |                               |                           |